# Irena Twardosz
Irena Twardosz, coniugata Stal (26 marzo 1939 – 29 settembre 2005), è stata una cestista polacca.

## Carriera
Con la Polonia ha disputato i Campionati mondiali del 1959 e i Campionati europei del 1960.